# Bifericeras
Bifericeras é um gênero extinto do filo Mollusca, da família Eoderoceratidae.